# 相川圭子 (女優)
相川 圭子（あいかわ けいこ、1949年5月18日 - ）は、日本の女優。本名は小林 清美。愛知県名古屋市昭和区出身。

## 人物・来歴
- 1970年代は映画を中心に、1980年代から1990年代にかけてはテレビドラマを中心に活動した。
- 主な出演作は日活ロマンポルノであったが、東映、松竹などの一般映画への出演も多い。ロマンポルノでは主演作はなく脇役であったが、初期の作品から出演しているため、片桐夕子、宮下順子、白川和子、山科ゆり、田中真理などとの共演が多い。
- 1995年まで芸能事務所ジャパンプロ（所属俳優はほかに女優の愛夏樹、男優の港雄一らがいた）に所属していた。

## 出演

### テレビドラマ
- 江戸川乱歩シリーズ 明智小五郎（第5回）「花嫁泥棒 地獄の道化師より」（東京12CH、1970年5月2日）
- だいこんの花（第1シリーズ 第1回）（NET、1970年10月22日）
- プレイガール（第101話）「男殺し二匹の牝犬」豆千代（1971年3月8日）
- ザ・ガードマン（第346回）「結婚ウハウハ団体列車」（TBS、1971年11月26日）
- 狼・無頼控（毎日放送）
  - （第6回）「舞姫無惨」（1973年11月9日））
  - （第9回）「闇の魔王を消せ」（1973年11月30日）
  - （第15回）「異聞女人の館」（1974年1月11日）
- 顔で笑って 第24話「ママどこへ行ったの？」（1974年、TBS / 大映テレビ）
- 特捜最前線（第44回）「非情の罠・金、女、賭博!?」（テレビ朝日 / 東映、1978年2月1日）
- おやこ刑事（東京12CH、1979年4月3日 - 9月25日）※出演回不明
- 同心部屋御用帳 江戸の旋風IV 第26話「さむらいの挽歌」（フジテレビ、1979年5月17日）
- 赤い嵐（TBS、1979年11月30日 - 1980年3月28日）※出演回不明
- 西部警察（テレビ朝日 / 石原プロ）
  - （第42回）「ピエロの名演」（1980年8月3日）
  - （第54回）「兼子刑事暁に死す」（1980年10月26日）
  - （第67回）「狙われた小暮課長」（1981年1月25日） - ヨーコ（今井の恋人）
- 文吾捕物帳（第6回）「もうひとつの顔」（テレビ朝日、1981年11月24日）
- 女捜査官（朝日放送、1982年3月5日 - 5月28日）※出演回不明
- 暁に斬る!（第8回）（関西テレビ、1982年10月5日 - 1983年3月29日）※出演回不明
- 西部警察 PART-II（第30回）「別離（わかれ）のラストフライト」（1983年1月9日、テレビ朝日 / 石原プロ） - 木下の妻
- 大江戸捜査網（第3シリーズ 第523回）「俺は殺せない! 涙の雪化粧」（東京12CH、1983年12月24日） - お静
- 土曜ワイド劇場「混浴露天風呂連続殺人 北海道十勝岳連続殺人・未亡人開放ツアー」（朝日放送、1984年11月17日）
- 刑事物語'85（第6回）「妻と夫の間」（日本テレビ、1985年5月19日）
- 土曜ワイド劇場「蒸発した女・保険金替え玉殺人 残された手紙が犯人を告発する!」（テレビ朝日、1985年8月31日）
- 一休さん・喝!（第6回）「一休の子守唄・門前に捨て子大騒動」（テレビ東京、1986年11月13日）
- 特捜最前線（第494回）「下着パーティーを覗いた女!」（テレビ朝日、1986年12月11日）
- 森村誠一サスペンス「課長夫人売春事件」（関西テレビ、1987年3月9日）
- ザ・ドラマチックナイト「となりの女」（フジテレビ、1988年3月4日）
- 教師びんびん物語II（第5回）「星に願いを…」（フジテレビ、1989年5月1日）
- 土曜ワイド劇場「阿寒湖マリモ殺人事件」（朝日放送、1989年11月18日）
- 土曜ワイド劇場「同居人カップルの殺人推理旅行 北陸加賀〜結婚式に殺しの招待状…」（テレビ朝日、1994年8月27日）

### 映画
- 監獄人別帳（1970年4月10日、東映） - 45番（囚人）
- 夜遊びの帝王（1970年7月7日、東映） - 雪子
- 夜の最前線 東京(秘)地帯（1971年2月6日、日活） - 道子
- 喜劇 いじわる大障害 （1971年3月20日、日活）- ヤヨイ
- 谷岡ヤスジのメッタメタガキ道講座（1971年3月20日、日活） - 長谷マチ子
- 喜劇 昨日の敵は今日も敵（1971年4月29日、東宝） - 圭子
- 極楽坊主（1971年7月31日、日活） - 安情尼
- 不良少女 魔子（1971年8月25日、日活） - ナナ
- 尼寺博徒（1971年9月7日、東映） - 明香
- 喜劇 頑張らなくっちゃ!（1971年10月30日、松竹） - ノン子
- 蜘蛛の湯女（1971年11月20日、大映） - おふく
- OL日記・牝猫の匂い（1972年1月18日、日活） - 小出美樹
- 濡れた唇（1972年1月29日、日活） - 久子
- ラブハンター 熱い肌（1972年3月29日、日活） - マヤ
- 愛のぬくもり（1972年4月19日、日活） - チャコ
- 団地妻・しのび逢い（1972年4月29日、日活） - 弘美
- 恍惚の朝（1972年6月7日、日活） - 岸かおる
- 盛り場 流れ花（1972年6月17日、日活） - 北沢マリ子
- 鏡の中の野心（1972年7月1日、松竹）
- 極楽坊主 女悦説法（1972年7月8日、日活） - 悦子
- 性豪列伝 死んで貰います（1972年8月16日、日活） - 花子
- 官能地帯 哀しみの女街（1972年9月6日、日活） - 美代子
- 団地妻 女ざかり（1972年10月28日、日活） - 入沢涼子
- 昼下がりの情事・裏窓（1972年11月18日、日活） - 令子
- セックス・ハンター 濡れた標的（1972年11月29日、日活） - キーコ
- 戦国ロック 疾風の女たち（1972年12月27日、日活） - うめ
- おさな妻の告白 衝撃 ショック（1973年1月4日、日活） - 君子
- 昼下がりの情事 変身（1973年1月24日、日活） - あけみ
- 熟れすぎた乳房 人妻（1973年2月3日、日活） - 長谷冬子
- ポルノ時代劇 忘八武士道（1973年2月3日、東映） - お陸
- にっぽん歓楽地帯 トルコ三姉妹（1973年4月4日、日活） - 紀代
- 団地妻 女の匂い（1973年4月14日、日活） - ユリ
- おさな妻の告白 陶酔 クライマックス（1973年4月25日、日活） - 君子
- 女子大生 SEX方程式 同棲（1973年5月5日、日活） - じゅん
- やさぐれ姉御伝 総括リンチ（1973年6月7日、東映） - チマ子
- 非情学園ワル 教師狩り（1973年7月29日、東映） - かおる
- 御用牙 かみそり半蔵地獄責め（1973年8月11日、東宝） - 如海尼
- 実話ポルノ事件簿 結婚詐欺（1973年10月5日、日活） - 小野豊子
- OL日記 密猟 あさる（1973年12月5日、日活） - 相川美佐
- 女調査員SEXレポート 婦女暴行（1973年12月15日、日活） - 森沢美和
- 狂棲時代（1973年12月26日、日活） - ホステス
- 忘八武士道 さ無頼（1974年2月2日、東映） - 桂
- 続ためいき（1974年2月16日、日活） - 和江
- 必殺仕掛人 春雪仕掛針（1974年2月16日、松竹） - 女郎お順
- 喜劇 男の腕だめし（1974年3月9日、松竹） - 順子
- 日本モーテルエロチカ 回転ベッドの女（1974年4月9日、日活） - リサ
- すけばん刑事 ダーティ・マリー（1974年4月9日、日活） - 川由千枝
- 女番長 玉突き遊び（1974年10月19日、東映） - 花江
- 性感帯当りくじ（1975年1月・ゴールド）
- 喜劇 女の泣きどころ（1975年2月15日、松竹） - ローズ・エンジェル
- 新幹線大爆破（1975年7月15日、東映） - ウェイトレス
- トラック野郎・御意見無用（1975年8月30日、東映） - ナオ美[1]
- お祭り野郎 魚河岸の兄弟分（1976年5月29日、東映） - 京子
- トラック野郎・望郷一番星（1976年8月7日、東映） - イサ美[2]
- トラック野郎・度胸一番星（1977年8月6日、東映） - アケ美[3]
- トラック野郎・男一匹桃次郎（1977年12月24日、東映） - マス美[4]、もしくはアケ美[5]
- 温泉芸者・のぞき風呂（1978年2月・新東宝映画）
- ピンクサロン 好色五人女（1978年11月3日、にっかつ） - ルミ
- 女生徒（1979年1月20日、にっかつ） - 沖田優子
- 好色美容師 肉体の報酬（1979年2月3日、にっかつ） - 名流婦人
- 宇能鴻一郎の看護婦寮日記（1979年3月3日、にっかつ） - 渋谷ノラ子
- 桃尻娘 ラブアタック（1979年4月28日、にっかつ） - マリリン
- 色情三姉妹 ひざくずし（1979年6月2日、にっかつ） - 千秋
- 変態三姉妹 (秘)いたずら（1979年7月31日、秋津プロ）
- 少女暴行事件 赤い靴（1983年7月22日、にっかつ） - 良江
- 女囚 檻（1983年9月16日、にっかつ） - 繁子
- 妖艶・肉縛り（1987年4月28日、にっかつ） - 覚醒剤中毒の女